# 上宿古墳
上宿古墳（かみじゅくこふん）は、千葉県印西市大森にある古墳。形状は方墳。印西市指定史跡に指定されている。

## 概要
千葉県北部、利根川に面する台地上に築造された古墳である。古くから石室が開口し、墳丘は大きく削平されている。これまでに墳丘測量・石室実測・周溝確認調査が実施されている。
墳形は改変のため明らかでない。埋葬施設は両袖式の横穴式石室である。一帯の古墳に特徴的な、貝化石岩を使用して構築された石室になる。石室内からは人骨のほか鉄器片・須恵器片が出土したというが、詳らかでない。築造時期は古墳時代終末期の7世紀代（または7世紀後半-8世紀初頭）頃と推定される。龍角寺地域において古代寺院の龍角寺の成立を導いた龍角寺岩屋古墳と同様に、木下別所廃寺跡（印西市別所）との関係が注目される。
古墳域は1973年（昭和48年）に旧印西町指定史跡（現在は印西市指定史跡）に指定されている。

## 遺跡歴
- 1972年（昭和47年）、墳丘測量・石室実測調査（1974年に報告）。
- 1973年（昭和48年）、旧印西町指定史跡に指定（現在は印西市指定史跡）[3]。
- 2007年度（平成19年度）、墳丘測量・周溝確認調査（印西市教育委員会、2008年に報告書刊行）[4]。
- 2018年（平成30年）、石室の三次元計測調査（早稲田大学大学院、2019年に報告）。

## 埋葬施設

石室俯瞰図

石室展開図

埋葬施設としては両袖式横穴式石室が構築されている。玄室・羨道から構成される単室構造の石室である。石室の規模は次の通り。
- 玄室：長さ2.9メートル、幅2.5メートル（奥壁側）・1.4メートル（玄門側）、高さ2.25メートル
- 羨道：残存長さ2メートル、幅1.4メートル

玄室の平面形は逆台形で、玄室の床面は石室前面の平坦面よりも一段低い位置（半地下式）にある。石室の石材は、貝化石を多量に含む木下貝層の凝灰質砂岩の切石で、互目積みによって構築される。奥壁には大石の2段積みで、側壁は8段（一部7段）積み。奥壁はほぼ垂直であるが、側壁は内側に持ち送る。天井石は3枚。羨道は大きく破壊されており、本来の規模は明らかでない。
石室内からは人骨片・鉄器片（鉄鏃か）・須恵器片（甕胴部）が出土したと報告されるが、詳細は明らかでない。

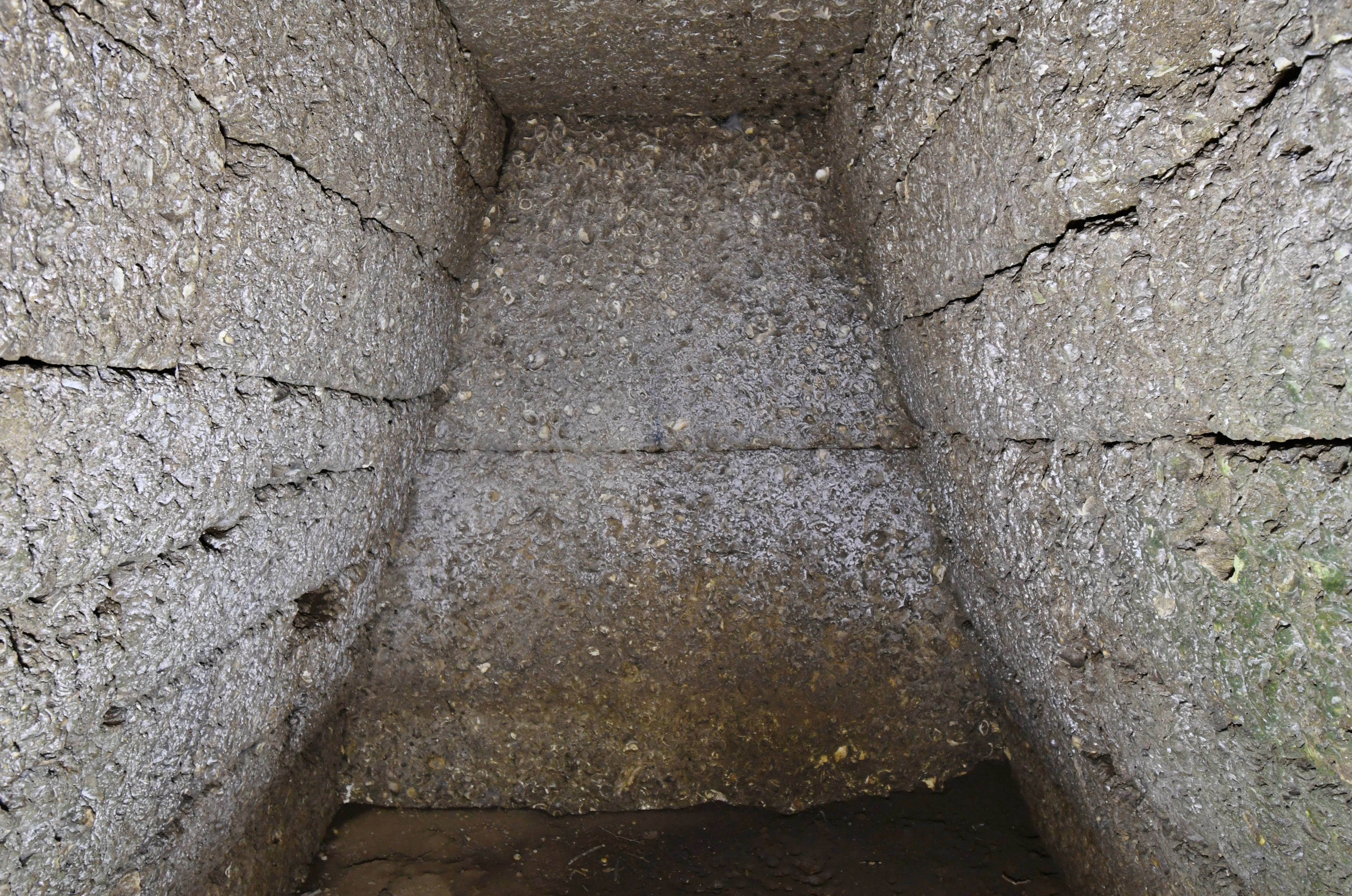
玄室（奥壁方向）
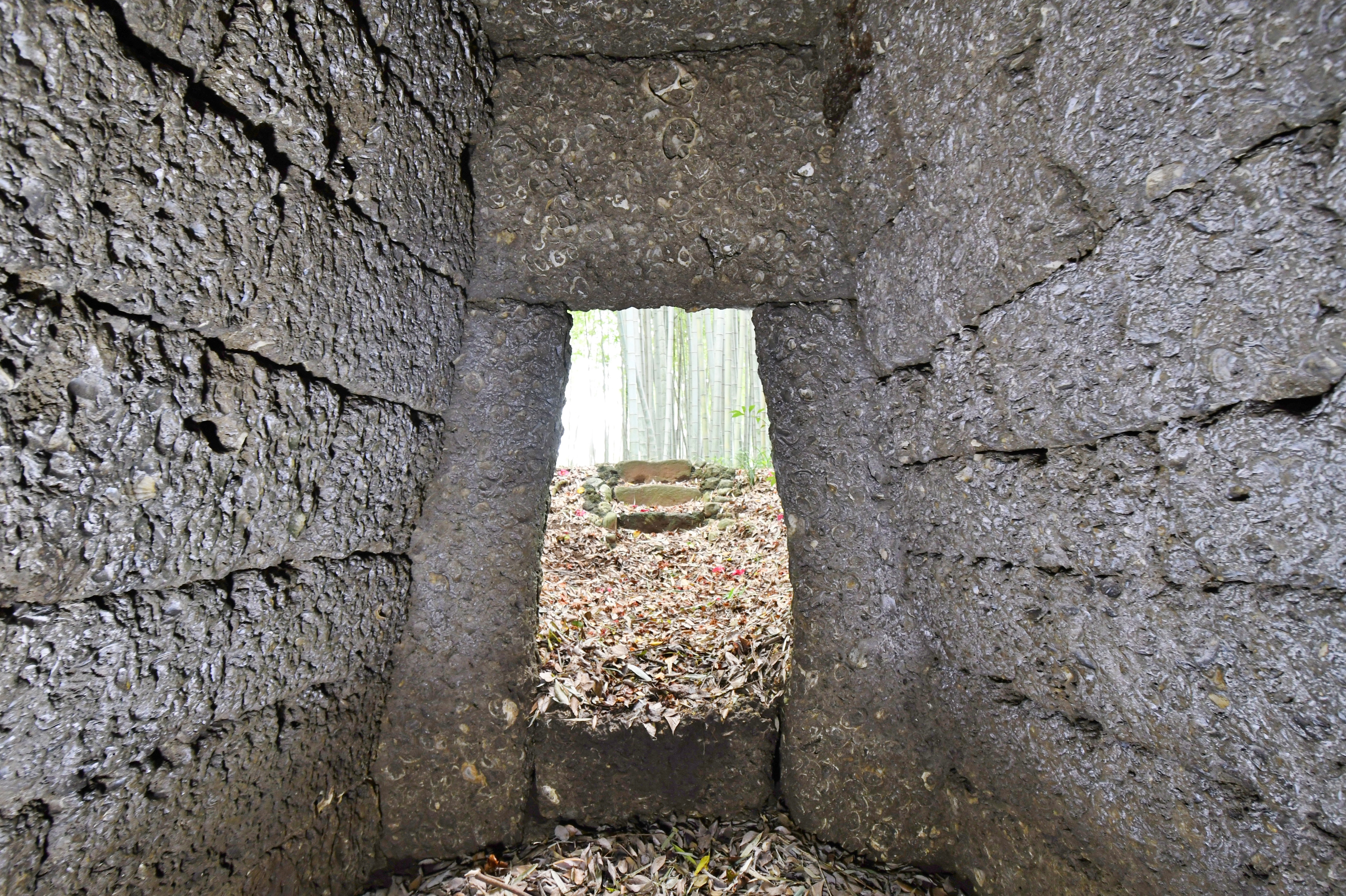
玄室（開口部方向）
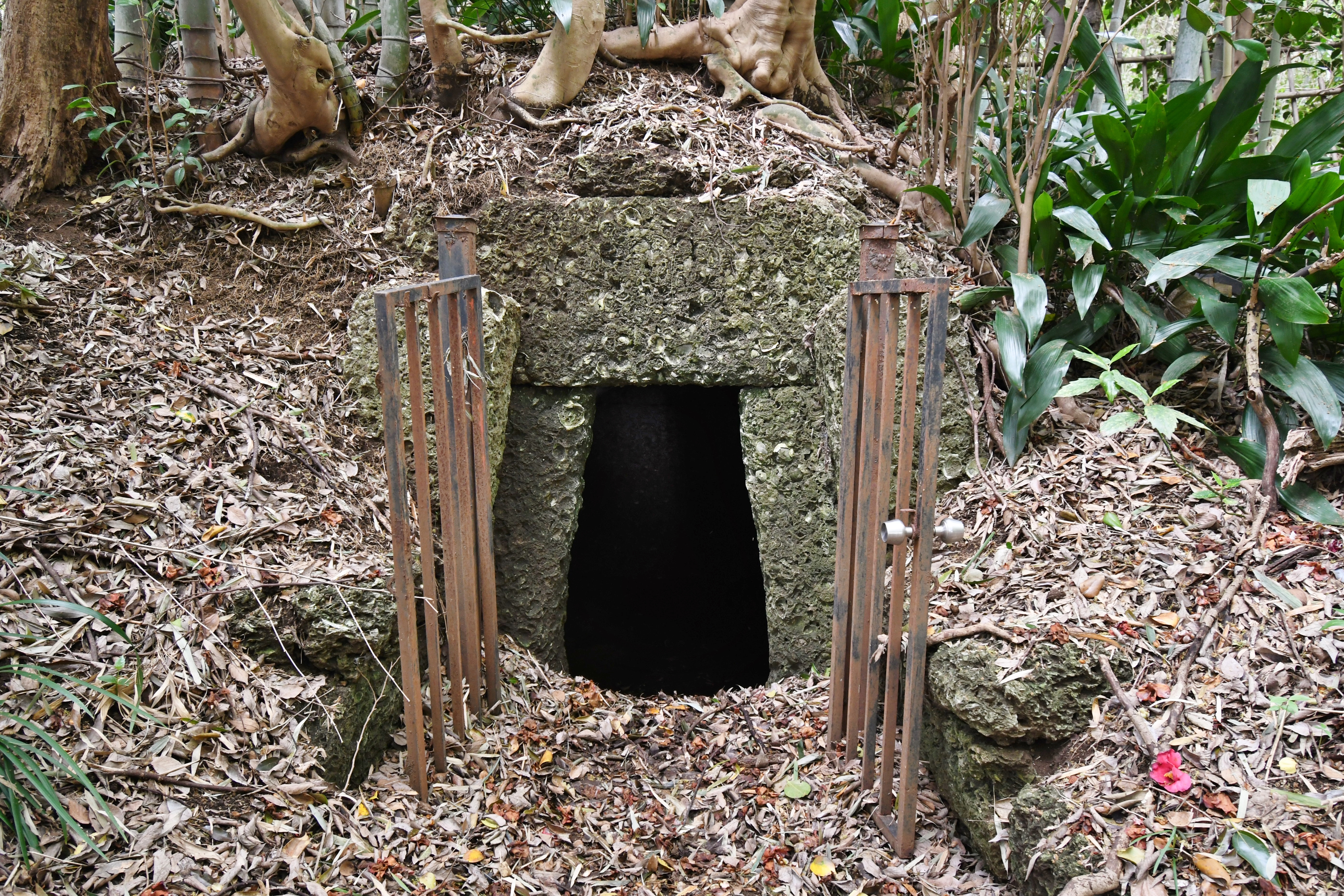
開口部

## 文化財

### 印西市指定文化財
- 史跡
  - 上宿古墳 - 1973年（昭和48年）1月19日指定[3]。

## 関連文献
（記事執筆に使用していない関連文献）
- 高木博彦「印西町大森 上宿古墳」『ふさ』5･6合併号、ふさの会、1974年12月、17-31頁、CRID 1390574334779417216、doi:10.24484/sitereports.116692-65853、NCID AN10284240。
- 森耕一「印西町周辺貝化石砂岩使用古墳について」『印西町の歴史』第5号、印西町史編さん室、1989年。
- 永沼律朗「印旛沼周辺の終末期古墳」『国立歴史民俗博物館研究報告』第44集、国立歴史民俗博物館、1992年3月、387-408頁、CRID 1390290699066086144、doi:10.15024/00000577、ISSN 0286-7400、NAID 120005747890。
- 白井久美子『最後の前方後円墳 龍角寺浅間山古墳』新泉社〈シリーズ「遺跡を学ぶ」109〉、2016年。ISBN 9784787715395。
  - 〈関連論文〉白井久美子「最後の大型前方後円墳 千葉県浅間山古墳」『季刊考古学』第60号、雄山閣、1997年8月、87-90頁、CRID 1390291932643997568、doi:10.24484/sitereports.117860-38207。
- 川村悠太, 石井友菜, 呉心怡, 辻角桃子, 石井一樹「上宿古墳横穴式石室の三次元計測 -SfM/MVSを用いた三次元データの取得-」『溯航 早稲田大学文研考古誌』第37号、早稲田大学大学院文学研究科考古談話会、2019年、117-127頁、CRID 1050001202536290432、hdl:2065/00062809。